# Paul McGann
Paul John McGann (Liverpool, 14 novembre 1959) è un attore britannico.
È noto per aver avuto il ruolo da protagonista nella serie televisiva The Monocled Mutineer e nel film Shakespeare a colazione. Nel 1996 ha interpretato il ruolo dell'ottavo Dottore nel film per la televisione Doctor Who. Proprio come Doctor Who, in occasione dell'episodio speciale per il 50º anniversario (23 novembre 2013), ha interpretato lo speciale La notte del Dottore. Nel 2022 è nuovamente tornato ad interpretare l'ottavo Dottore nell'episodio speciale The Power of the Doctor per il centenario della BBC. 

## Biografia
Paul McGann ha vestito i panni dell'ottava incarnazione del Dottore nel film tv del 1996 Doctor Who. Il film nacque da una collaborazione tra la BBC, l'Universal Studios e la Fox Broadcasting Network. McGann firmò anche una opzione per interpretare l'Ottavo Dottore nell'ipotetica nuova serie di Doctor Who, ma la Fox o la Universal non attuarono il progetto. Il film avrebbe dovuto fungere come una sorta di episodio pilota in quella che avrebbe dovuto essere la rinascita della serie. Sebbene riscosse ottimi indici d'ascolto in Gran Bretagna, negli Stati Uniti gli ascolti furono molto bassi, di conseguenza, la Fox non esercitò l'opzione sulla serie e la Universal non trovò nessun altro studio interessato a finanziare il progetto di una nuova serie di Doctor Who. Dopo anni di speculazioni, il 14 novembre 2013, McGann tornò a interpretare il Dottore nello speciale per il cinquantesimo anniversario della serie, nel mini-episodio La notte del Dottore. In questa apparizione occasionale, l'ottavo Dottore si rigenera, 17 anni dopo la sua prima apparizione televisiva, in un nuovo Dottore interpretato da John Hurt.

## Vita privata
Nel 1992 si è sposato con Annie Milner dalla quale si è separato nel 2006. La coppia ha avuto due figli: Joseph (1988) e Jake (1990).

## Filmografia parziale

### Cinema
- Shakespeare a colazione (Withnail and I), regia di Bruce Robinson (1986)
- L'impero del sole (Empire of the Sun), regia di Steven Spielberg (1987)
- La vita è un arcobaleno (The Rainbow), regia di Ken Russell (1989)
- Anestesia letale (Paper Mask), regia di Christopher Morahan (1990)
- Alien³, regia di David Fincher (1992)
- I tre moschettieri (The Three Musketeers), regia di Stephen Herek (1993)
- Downtime, regia di Bharat Nalluri (1997)
- Favole (FairyTale: A True Story), regia di Charles Sturridge (1997)
- La regina dei dannati (Queen of the Damned), regia di Michael Rymer (2002)
- B&B, regia di Joe Ahearne (2017)

### Televisione
- The Importance of Being Earnest, regia di Stuart Burge – film TV (1986)
- The Monocled Mutineer – serie TV, 4 episodi (1986)
- Caterina di Russia (Catherine the Great), regia di Marvin J. Chomsky – miniserie TV (1996)
- The One That Got Away, regia di Paul Greengrass – film TV (1996)
- Doctor Who, regia di Geoffrey Sax – film TV (1996)
- Hornblower – serie TV (1998)
- Miss Marple (Agatha Christie's Marple) – serie TV, episodio 2x01 (2006)
- Luther – serie TV, 11 episodi (2010–2011)
- Doctor Who – serie TV, episodio speciale La notte del Dottore (2013) ed episodio speciale “il potere del Dottore” (2022)

## Doppiatori italiani
Nelle versioni in italiano dei suoi film, Paul McGann è stato doppiato da:
- Massimo Lodolo in Downtime, Luther
- Antonio Sanna ne La regina dei dannati, Hornblower
- Marco Bolognesi in Doctor Who
- Luca Ward in Caterina di Russia
- Stefano Benassi in Favole
- Sandro Acerbo in Shakespeare a colazione
- Ambrogio Colombo ne I tre moschettieri (voce di Jussac)
- Paolo Marchese in Miss Marple (episodio "Addio Miss Marple")
- Saverio Indrio in Ripper Street
- Sergio Di Stefano in Collision